# Андромеда (сузір'я)
Андроме́да (лат. Andromeda, скорочення — And) — сузір'я в північній півкулі зоряного неба, назване на честь героїні грецького міфу Андромеди, вродливої доньки Кассіопеї. Сузір'я можна легко відшукати на небосхилі: треба знайти Великий квадрат, верхня ліва зоря якого — α Андромеди, яка разом з β, γ і δ утворюють майже пряму лінію. Сузір'я примітне насамперед тим, що містить одну з найвідоміших галактик — Туманність Андромеди (М 31) — найближчу до нас спіральну галактику, яку видно навіть неозброєним оком. Найкращий час та місце для спостередення Андромеди — ввечері восени в Північній півкулі, разом з кількома іншими сузір'ями, названими на честь персонажів міфу про Персея. Через її північне схилення Андромеду видно лише на північ від 40° південної широти; для спостерігачів, які живуть південніше, вона розташована нижче горизонту і ніколи не сходить. У середніх широтах сузір'я найкраще видно влітку, восени і взимку, найкраще — в листопаді.
Одне з найбільших сузір'їв, його площа становить 722 квадратних градуси. Це більш ніж у 1400 разів більше за розмір повного місяця, 55 % від розміру найбільшого сузір'я Гідри і більш ніж у 10 разів більше від розміру найменшого сузір'я Південного Хреста.
Найяскравіша зоря, Альфераз, — це подвійна зоря, яку також вважають частиною Пегаса, тоді як Аламак — кратна зоря і популярна мішень для астрономів-аматорів. Лише трохи тьмяніша за Альфераз, бета Андромеди є червоним гігантом, її колір видно неозброєним оком. Найочевиднішим об'єктом глибокого неба сузір'я є Галактика Андромеди (M31, також відома як Велика Галактика Андромеди), найближча спіральна галактика до Чумацького Шляху і один з найяскравіших об'єктів Мессьє. Кілька слабших галактик, в тому числі супутники M31 M110 і M32, а також більш віддалена NGC 891, знаходяться всередині Андромеди. Туманність NGC 7662, планетарна туманність, видима в телескоп як блакитний круглий об'єкт.
Андромеда — це місце розташування радіанта Андромедид, слабкого метеорного потоку, який відбувається в листопаді.

## Морфологічні особливості

Нічна видимість сузір'я Андромеди

Астеризм сузір'я Андромеди складається з 16 зір, видимих неозброєним оком. Астеризм цього сузір'я має форму літери «А», у верхівці якої розташована зоря Альфераз. Також на деяких старих картах зоряного неба позначається у жінки, що розкинула руки до неба або руки якої прикуті до скелі. Щоб знайти сузір'я Андромеди на нічному небі, спочатку слід знайти W-подібне сузір'я Кассіопеї в північній частині неба. Андромеда розташована біля Кассіопеї, у безпосередньому сусідстві з квадратним астеризмом, більша частина якого є частиною сузір'я Пегаса. Сама ж галактика Андромеди розташована приблизно в центрі сузір'я.

## Зорі
В списку наведені деякі зорі до приблизно п'ятої зоряної величини. 
1. α Андромеди (Альфераз, Сіррах)[13] — найяскравіша зоря цього сузір'я. Це подвійна зоря спектрального типу A0p[14] (також класифікується як змінна зоря типу α2 Гончих псів) із загальною зоряною величиною 2.1m і світністю 96 L☉[15]. Знаходиться на відстані 97 св.р. від Землі[16]. Через порівняно невелику відстань має значний власний рух[16]. В західній міфології зоря символізує голову Андромеди, однак традиційні арабські назви зорі — Альфераз та Сіррах[17], іноді перекладаються як «пуп коня»[18][19][20]. Арабські назви вказують на те, що α Андромеди утворює астеризм, відомий як «Великий квадрат Пегаса» з трьома зорями у Пегасі: α, β і γ Пегаса. Таким чином, раніше вважалося, що зоря належить як до Андромеди, так і до Пегаса, і її позначали як «δ Пегаса (δ Peg)», хоча офіційно ця назва більше не використовується[14][18][15].
2. β Андромеди (Міррах) — зоря спектрального типу M0, червоний гігант[14][21]. Належить до астеризму, відомого як «Пояс». Вона розташована на відстані 198 св. р. від нас[21], має зоряну величину 2.06m[22] і світність 115 L☉. Також навколо неї виявлено планету[15]. Назва зорі походить від арабської фрази al-Maraqq, що означає «стегна» або «набедрена пов'язка»[20].
3. γ Андромеди (Аламак) — подвійна зоря, що складається із помаранчевого гіганта та блакитної зорі розділених відстанню 9.7 кутових секунд. Їхні зоряні величини становлять відповідно 2.3m та 5m , а загальна зоряна величина системи — 2.14m[23][18][19]. Блакитна зоря сама по собі є подвійною системою із періодом у 61 рік, вторинна зоря якої має зоряну величиною 6.3m[23]. Система знаходиться на відстані 358 св.р.[24].
4. δ Андромеди — помаранчевий гігант спектрального класу K3[14], що має зоряну величину 3.3m[22]. Знаходиться на відстані 105 св.р. від Землі[25].
5. ι , κ, λ, ο та ψ Андромеди утворюють астеризм, відомий як «Слава Фредеріка». Назва, що походить від колишнього сузір'я (Frederici Honores)[26]. ι Андромеди — біло-блакитна зоря головної послідовності типу B8, розташована на відстані 502 св.р. від Землі[27]; κ Андромеди — біла зоря головної послідовності типу B9 IVn на відстані 168 св. р. від Землі[28]; λ Андромеди — субгігант жовтого відтінку типу G8 та одночасно змінна зоря типу RS Гончих Псів на відстані 86 св. р.[29]; ο Андромеди — гігант синьо-білого відтінку типу B6 на відстані 679 св. р.[27]; і ψ Андромеди — біло-блакитна зоря головної послідовності типу B7 на відстані 988 св. р.[30].
6. μ Андромеди — біла зоря головної послідовності типу A5 із зоряною величиною 3.9m[22]. Знаходиться на відстані 130 св. р.[31] від Землі.
7. υ Андромеди (Тітавін[32]) — це подвійна система з зоряною величиною 4.1m[22], яка складається з червоного карлика типу F та червоного карлика типу M. Основна зоря має планетну систему з чотирма підтвердженими планетами[33], із масами 0,96, 14,57, 10,19 і 1,06 мас Юпітера[34]. На момент відкриття першої з них — υ Андромеди b — у 1996 році це була одна з перших зір головної послідовності, біля якої було відкрито планету[35]. У 1999 році було відкрито ще дві планети: υ Андромеди c і υ Андромеди d[36][37]. υ Андромеди стала першою зорею головної послідовності, навколо якої відкрито багатопланетну систему[38][39]. Вона знаходиться на відстані 44 св. р. від Землі[40].
8. ξ Андромеди (Адхіл) — подвійна зоря на відстані 217 св. р. Основний компонент системи — гігант помаранчевого відтінку типу K0[41].
9. π Андромеди — подвійна зоря біло-блакитного відтінку із величиною 4.3m[22], яка знаходиться на відстані 598 св. р. від нас. Основною є зоря головної послідовності типу B5[42]. ЇЇ зоря-компаньйон має величину 8.9m[22].
10. 51 Андромеди (Нембус[32]) — помаранчевий гігант спектрального типу К3 на відстані 177 св. р. від Землі[43].
11. 56 І — візуально подвійна зоря. Один з компонентів — жовтий гігант типу K0 з видимою зоряною величиною 5.7m[22] на відстані 316 св. р.[44]. Другий — помаранчевий гігант типу K0 із зоряною величиною 5.9m, який знаходиться на відстані 990 св. р. від Землі[22].
12. R Андромеди — змінна типу Міри з періодом 409 днів. Її максимальна зоряна величина становить 5.8m, а мінімальна — 14.8m[14], і вона знаходиться на відстані 1250 св. р.[45]. В Андромеді є ще 6 інших змінних типу Міри[46].
13. Z Андромеди є прототипом відповідного класу змінних зір. Її величина коливається від 12.4m у мінімумі до 8m у максимумі[15]. Вона знаходиться на відстані 2720 св. р.[47].
14. Ross 248 є дев'ятою найближчою до Землі зорею — відстань до неї становить 10.3 св. р.[48]. Це червона зоря головної послідовності, що є змінною типу BY Draconis[49].
15. 14 Андромеди (Верітате[32]) — гігант жовтого відтінку типу G8, який знаходиться на відстані 251 св. р.[50]. Він має масу 2.2 M☉ і радіус 11 R☉, а також планету, 14 Андромеди b, відкриту в 2008 році. Вона обертається на відстані 0,83 а.о. одиниць від своєї зорі із періодом 186 днів і має масу 4,3 мас Юпітера[51].
16. ζ Андромеди — помаранчевий гігант, зоря типу RS Гончих Псів, амплітуда — 0,22 зоряної величини, період — 17,7695 діб[52].

## Туманності (інтегральна зоряна величина m<12)

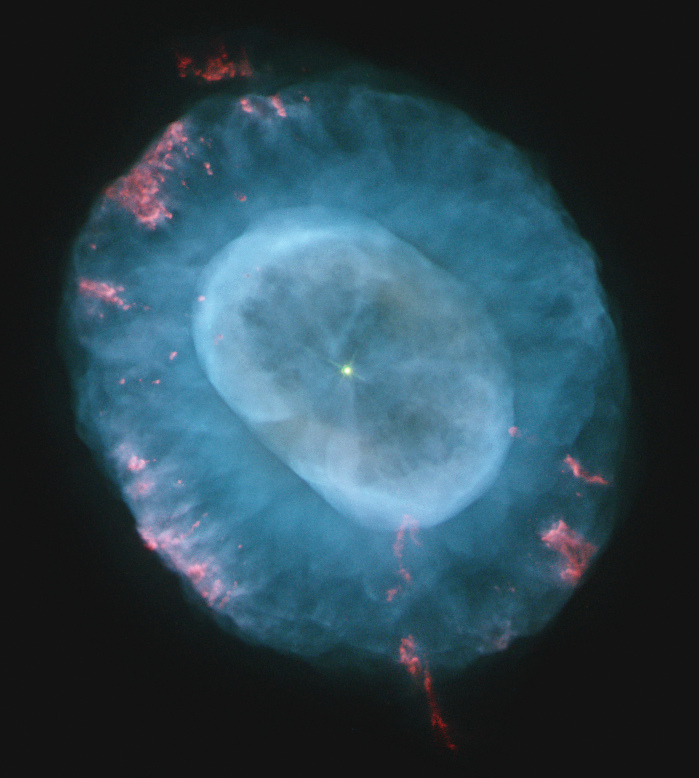
Планетарна туманність NGC 7662 «Blue Snowball».

- vdB 158 — маленька, ледь помітна туманність, що підсвічена блакитною гарячою зорею HD 222142 (спектральний клас B8V).[53]
- vdB 156 — ледь помітна відбивна туманність поряд із o And.[54]
- NGC 7662 (англ. Blue snowball — «Блакитний сніжок») — доволі яскрава планетарна туманність[55].

## Зоряні скупчення

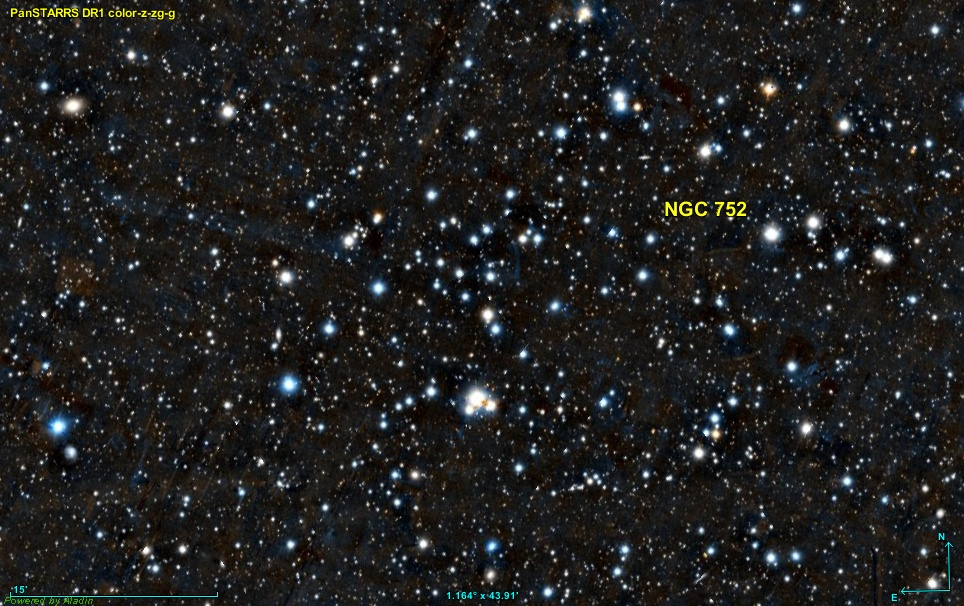
Розсіяне зоряне скупчення NGC 752

Яскраві розсіяні скупчення:
- NGC 752 — скупчення, розташоване за 1300 світлових років від Землі. Вік — близько 1,34 мільярда років. Понад 60 його зір мають зоряну величину не більше від дев'ятої, тому видимі в будь-який аматорський телескоп[56][57][58].
- NGC 7686 — яскраве скупчення, що складається приблизно з 80 зір. Має інтегральну зоряну величину 5,6m, але неозброєним оком його не видно, бо воно розсіяне. А втім, його можна легко побачити навіть у звичайний бінокль[57][59][60].
- NGC 206, також відоме як Great Star Cloud in Andromeda Galaxy — яскраве зоряне скупчення, яке містить понад 300 зір спектральних класів О та В[61]. Відрізняється своєю специфічною структурою: скупчення складається з двох частин, одна з яких має вік 10 мільйонів років, друга — 40—50 мільйонів. Частини розділені між собою хмарами міжзоряного газу[62][63].

Тьмяніші розсіяні зоряні скупчення: NGC 725 та NGC 272.
NGC 956 — об'єкт, який Джон Гершель класифікував як розсіяне зоряне скупчення. Однак дослідження 2008 року виявило, що насправді це зорі, які розташовані на небосхилі поряд, але не пов'язані гравітаційно, оскільки перебувають на різній відстані від Землі.
Кулястих зоряних скупчень, яскравіших від 12 зоряної величини, в сузір'ї немає.

## Галактики

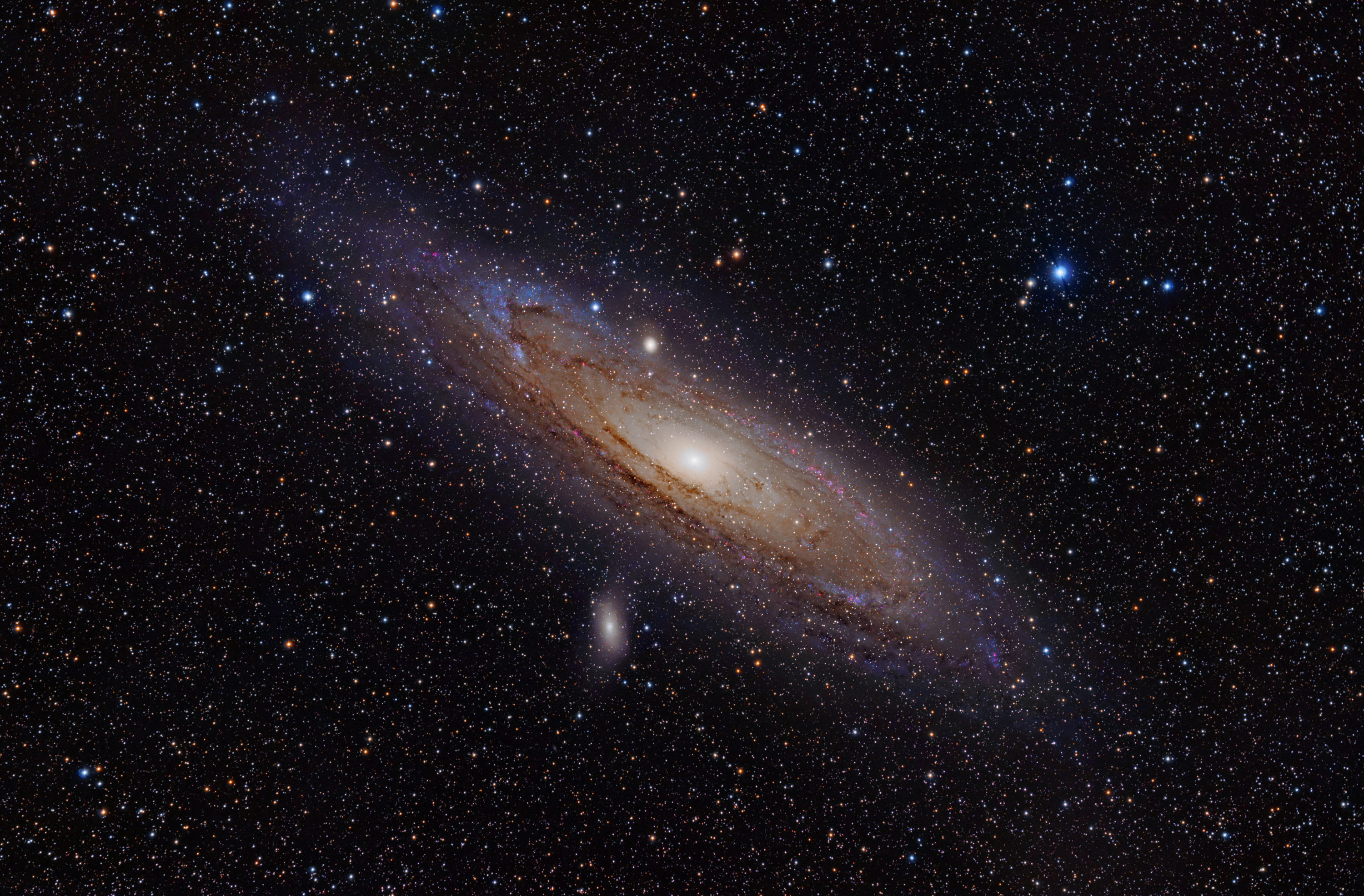
Галактика Андромеди, найяскравіша галактика на небі після Чумацього Шляху, одна з небагатьох галактик, яку можна побачити неозброєним оком.

### Галактики (m<12)

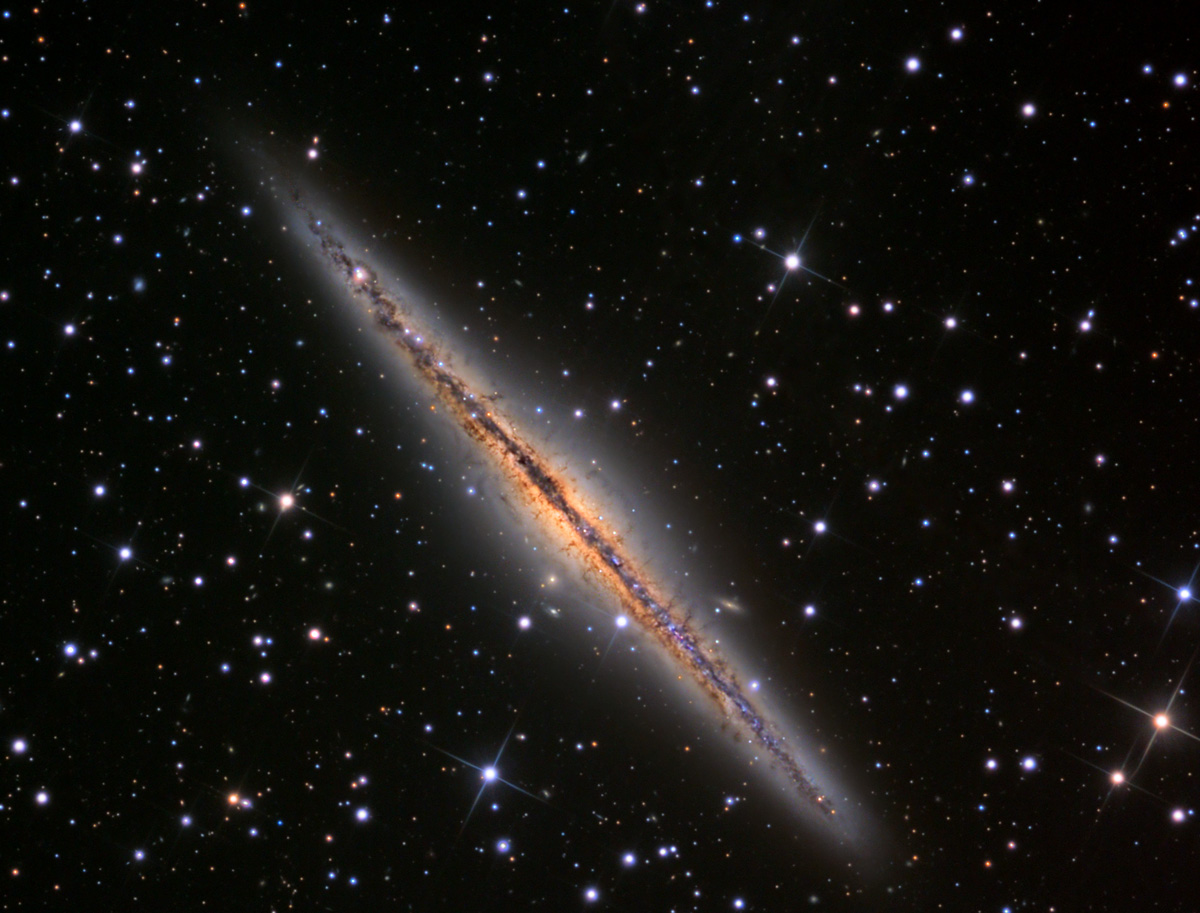
«Срібна галактика» — NGC 891

- Галактика Андромеди (М31, NGC 224) — спіральна галактика, один з найбільших видимих об'єктів на небі. Має видимі розміри, втричі більші від Місяця, і може спостерігатися неозброєним оком. Суттєво більша за Чумацький Шлях, що робить її найбільшою галактикою в Місцевій групі. Галактика Андромеди має щонайменше два великі супутники[69]— карликові галактики M32 і M110. Її власний рух спрямований у бік нашої Галактики, через що приблизно через 5 мільярдів років, імовірно, відбудеться їх зіткнення.[70] Також відомо про принаймні 21 карликову галактику-супутник Андромеди[71]. Оскільки галактика Андромеди є найбільшою галактикою Місцевої групи, кількість її супутників може бути значно більшою, ніж в Чумацького шляху[71].

- NGC 891 (англ. The Silver Silver Galaxy — «срібна-срібна галактика», C 23, PGC 9031, UGC 1831) — досить яскрава спіральна галактика, видима навіть в аматорський телескоп. Розташована неподалік α And[72].
- M32 — досить рідкісна компактна еліптична галактика, супутник галактики Андромеди. Має ефективний радіус усього 330 світлових років, складається переважно з жовтих, помаранчевих та червоних зір, нове зореутворення практично відсутнє[73].
- M110 (NGC 205) — карликова еліптична галактика, супутник галактики Андромеди. Фактично її відкрив Шарль Мессьє в 1773 році, хоча й не включив до свого знаменитого каталогу. Формально її відкрила Кароліна Гершель, сестра Вільяма Гершеля, 1783 року. 1967 року цю галактику включено в каталог Мессьє під номером 110. Таким чином вона стала останнім об'єктом каталогу. Як і M32, її можна спостерігати в аматорський телескоп. Усі три галактики (Андромеди, М32, М100) перебувають приблизно за 2,5 мільйони світлових років від Землі[74].
- NGC 7640 — спіральна галактика з перемичкою за 38,8 мільйонів світлових років від Землі. Можна побачити в телескоп середнього розміру[75].
- Карликова галактика Касіопеї, вона ж Andromeda VII[76] — тьмяна сфероїдальна галактика на межі сузір'їв Андромеди та Кассіопеї, розташована на відстані 2,45 мільйонів світлових років, супутник галактики Андромеди[77]. Складається майже винятково з червоних, помаранчевих і жовтих зір. Переважна більшість зір галактики (понад 90 %) має вік понад 5 мільярдів років, деяким із них — близько 10 мільярдів. Активне зореутворення припинилося близько 6,5 мільярдів років тому.[78] «Срібна галактика» — NGC 891

### Галактики з активними ядрами
NGC 404 (англ. Mirach's Ghost — «привид Мірака») — маленька тьмяна лінзоподібна галактика типу LINER на відстані 10 мільйонів світлових років. Відрізняється значною віддаленістю від інших галактик. Імовірно, має галактику-супутник під назвою Donatiello I (також відома під назвою Mirach's Goblin), однак через значу похибку визначення відстані ця інформація залишається на рівні гіпотези.
Окрім указаних вище, сузір'я містить 149 галактик різних типів, описаних у списку галактик сузір'я Андромеди.

## Метеорні потоки
Андромедиди — метеорний потік, радіант якого лежить у сузір'ї Андромеди, поблизу зорі Аламак. Його пов'язують із материнською кометою Біли. Сама комета розпалася на дві частини 1846 року, й доля її уламків невідома (їх не спостерігали з 1852 року). Потік почали спостерігати майже на три десятиліття пізніше — 1872 року. Потужні метеорні зливи спостерігали 1882 та 1885 року. Підвищення інтенсивності відбувається протягом 9–28 листопада. Однак без надходження додаткових фрагментів комети з часом, протягом століть, цей потік вичерпується. Уже зараз його інтенсивність значно менша за початкову: він став майже непомітним.

## Історія і міфологія

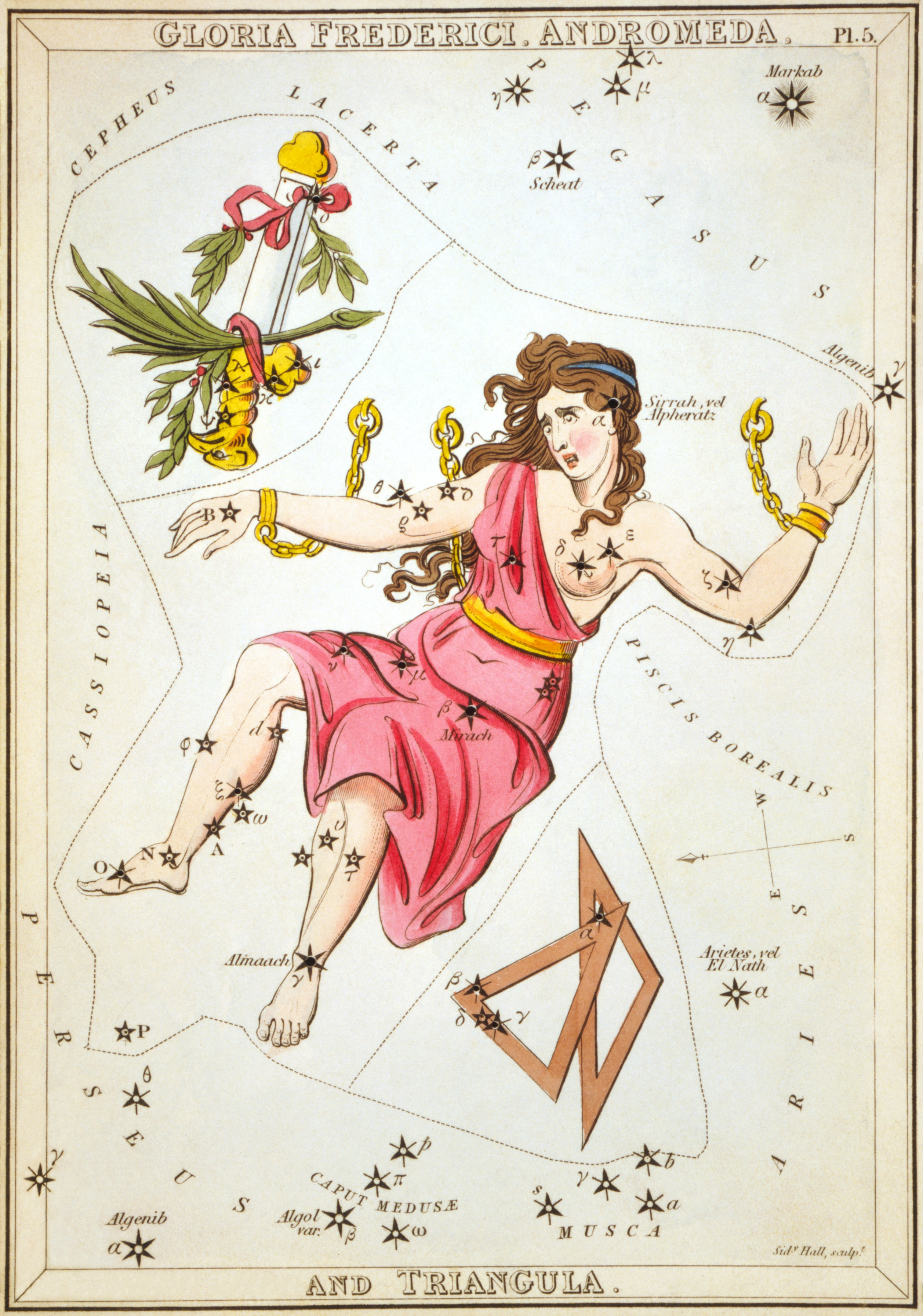
Сузір'я Андромеди з «Дзеркала Уранії», набору тематичних карток опублікованих у Лондоні близько 1825 року

### Давньогрецька міфологія

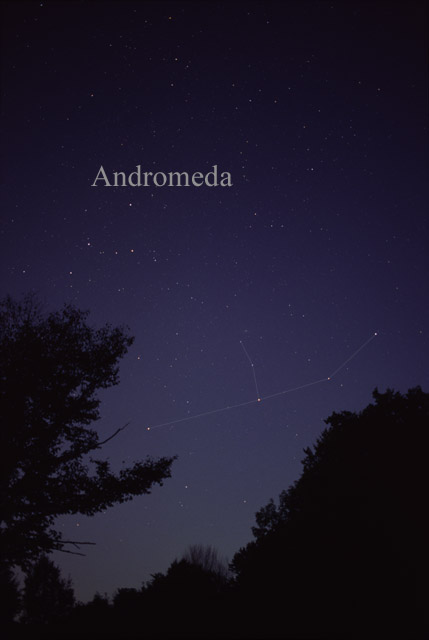
Photo of the constellation Andromeda, as it appears to the naked eye. Lines have been added for clarity.

Одне зі стародавніх сузір'їв. Включене в каталог зоряного неба Клавдія Птолемея «Альмагест». Уранографія Андромеди має найміцніше коріння в грецькій традиції, хоча жіноча фігура в місці розташування Андромеди з'явилася раніше у вавилонській астрономії. Зорі, що складають Риби і середню частину сучасної Андромеди, утворювали сузір'я, яке уособлювало богиню родючості, яку іноді називали Анунітум або Володарка Небес.
Андромеда відома як «Прикута леді» або «Прикута жінка» англійською мовою. Латиною її називали Mulier Catenata («прикута жінка»). Її також називали Персея («дружина Персея») або Цефея («дочка Цефея») — всі ці імена посилаються на роль Андромеди в греко-римському міфі про Персея, в якому Кассіопея, цариця Ефіопії, вихвалялася, що її дочка вродливіша за нереїд, морських німф, обдарованих неймовірною красою. Ображені її зауваженням, німфи попросили Посейдона покарати Кассіопею за зухвалість, що той і зробив, наказавши морському чудовиську Киту напасти на Ефіопію. Батько Андромеди, Цефей, у паніці почув від оракула Аммона, що єдиний спосіб врятувати своє царство — це принести дочку в жертву Цету. Вона була прикута до скелі на березі моря, але була врятована героєм Персеєм, який, за однією версією, використав голову Медузи, щоб перетворити чудовисько на камінь; за іншою версією, викладеною римським поетом Овідієм у його «Метаморфозах», Персей убив чудовисько своїм діамантовим мечем. Персей і Андромеда одружилися; міф розповідає, що у подружжя народилося дев'ятеро дітей — сім синів і дві доньки — і вони заснували місто Мікени та династію Персідей. Після смерті Андромеди Афіна помістила її на небо як сузір'я, щоб вшанувати її пам'ять. Три сусідні сузір'я (Персей, Кассіопея і Цефей) представляють персонажів міфу про Персея, тоді як Кит відступає за межі Риб.
Андромеда — одне з 48 сузір'їв, сформульованих Птолемеєм у його «Альмагесті» II століття, в якому воно визначалося як особливий візерунок зір. Зазвичай її зображують з α Андромеди як головою, ο і λ Андромеди як ланцюгами, а δ, π, μ, β і γ — тілом і ногами. Однак не існує універсального зображення Андромеди та зір, що зображують її тіло, голову та ланцюги. Арабські астрономи знали сузір'я Птолемея, але вони включали друге сузір'я, що зображало рибу, яка перекриває тіло Андромеди; ніс цієї риби був позначений туманною плямою, яку ми тепер знаємо як галактику Андромеди, М31. Кілька зір з Андромеди та більшість зір Ящірки були об'єднані в 1787 році німецьким астрономом Йоганном Боде в сузір'я Honores Friderici (також відоме як Friedrichs Ehre). Вона була створена на честь короля Пруссії Фрідріха II, але швидко вийшла з ужитку. З часів Птолемея Андромеда залишається сузір'ям і офіційно визнана Міжнародним астрономічним союзом (МАС). Як і всі сузір'я, що виникли за зразком, відомим Птолемею, воно належить до ширшої зони, а отже, до багатьох навколишніх зір. У 1922 році МАС визначив свою рекомендовану абревіатуру з трьох літер — «And". Офіційні межі Андромеди були визначені в 1930 році бельгійським астрономом Еженом Дельпортом як багатокутник з 36 сегментів. Її пряме піднесення знаходиться між 22 год 57,5 м і 2 год 39,3 м, а схилення — між 53,19° і 21,68° в екваторіальній системі координат.

### У східній міфології
У традиційній китайській астрономії дев'ять зір Андромеди (включаючи Бета Андромеди, Му Андромеди та Ну Андромеди) разом із сімома зорями Риб утворили еліптичне сузір'я під назвою «Ноги» (奎宿). Це сузір'я або представляло ногу людини, що йде, або дикого кабана. Гамма Андромеди та її сусіди називалися «Тен Та Цеанг Кеун» (天大将军, небесний полководець), символізуючи честь в астрології та великого полководця в міфології. Альфа Андромеди та Гамма Пегаса разом створили «Стіну» (壁宿), що представляє східну стіну імператорського палацу та/або особистої бібліотеки імператора. Для китайців північна частина Андромеди утворювала стайню для зміни коней (tianjiu, 天厩, стайня на небі), а крайня західна частина, разом із більшою частиною Ящірки, стала Тенгше, літаючою змією.
Арабське сузір'я під назвою «аль-Хут» (риба) складалося з кількох зір Андромеди, M31, і кількох зір у Рибах. ν And, μ And, β And, η And, ζ And, ε And, δ And, π And, та 32 And усі були включені з Андромеди; ν Psc, φ Psc, χ Psc і ψ Psc були включені з Риб.
Згідно з індуїстською астрономією, Андромеда відома як сузір'я Дев'яні, а Кассіопея — сузір'я Шармішта. Дев'яні та Шармішта — дружини короля Яяті (сузір'я Персея), який є першим патріархом кланів Куру та Яду, які часто згадуються в епосі Махабхарата.
Андромеда також пов'язана з месопотамською історією створення Тіамат, богині Хаосу. Вона народила багато демонів для свого чоловіка Апсу, але зрештою вирішила знищити їх у війні, яка закінчилася, коли Мардук убив її. Він використав її тіло, щоб створити сузір'я як позначки часу для людей.